# Station Poprad-Tatry
Het station Poprad-Tatry is het centraal station in de Slowaakse stad Poprad. Het ligt aan de noordwestelijke kant van het stadscentrum en is bereikbaar via de Wolkerová-straat ("Jiří Wolker"-straat). Het vormt een belangrijk vervoersknooppunt en het is de toegangspoort tot de nabijgelegen Hoge Tatra. Het station is het beginpunt van lijn 185 naar de stad Kežmarok en de gemeente Stará Ľubovňa.
Het station ligt aan de pan-Europese transportcorridor nr. V, tak A (Bratislava – Žilina – Košice – Uzhhorod – Kiev).
De spoorweginfrastructuur ressorteert onder de bevoegdheid van de infrastructuurbeheerder Železnice Slovenskej Republiky (ŽSR).

## Geschiedenis

### Ontstaan

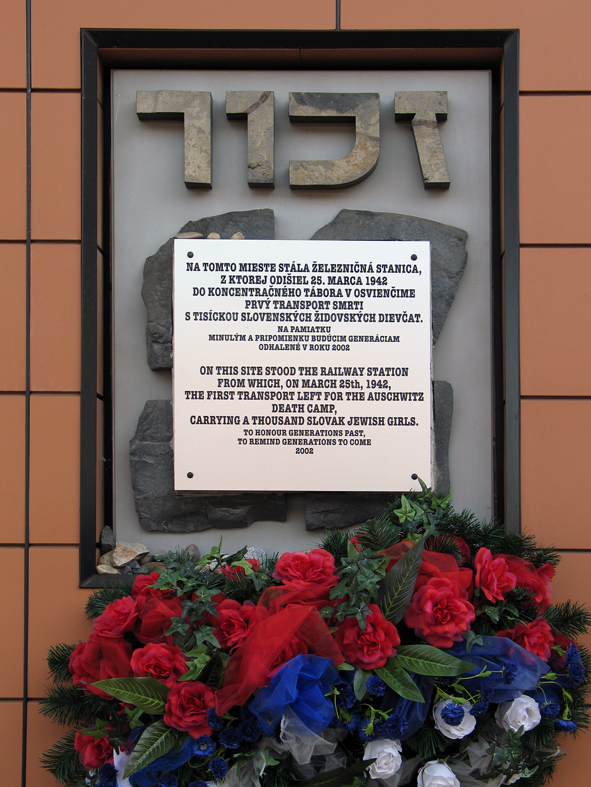
Gedenkplaat voor de gedeporteerde joden en andere weggevoerde slachtoffers

Het station werd in gebruik genomen op 8 december 1871, ter gelegenheid van de opening van het traject Žilina - Poprad, van de toenmalige Košice-Oderberg-spoorlijn (Ks.Od.). 

### Tweede Wereldoorlog
Tijdens de Tweede Wereldoorlog werd de joden veel leed aangedaan.
In het station Poprad-Tatry vertrok op 25 maart 1942 het eerste transport van Slowaakse joden naar het vernietigingskamp Auschwitz-Birkenau. Deze trein vervoerde ongeveer duizend joodse meisjes en jonge vrouwen.
De meeste andere transporten van Slowaakse joden vertrokken ook uit Poprad. Voordat deze transporten eind 1942 werden stopgezet, waren ruim 58.000 joden vanuit Slowakije naar Polen gedeporteerd. In 2002 werd in het station een gedenkplaat voor de slachtoffers aangebracht.

### Ontsporing

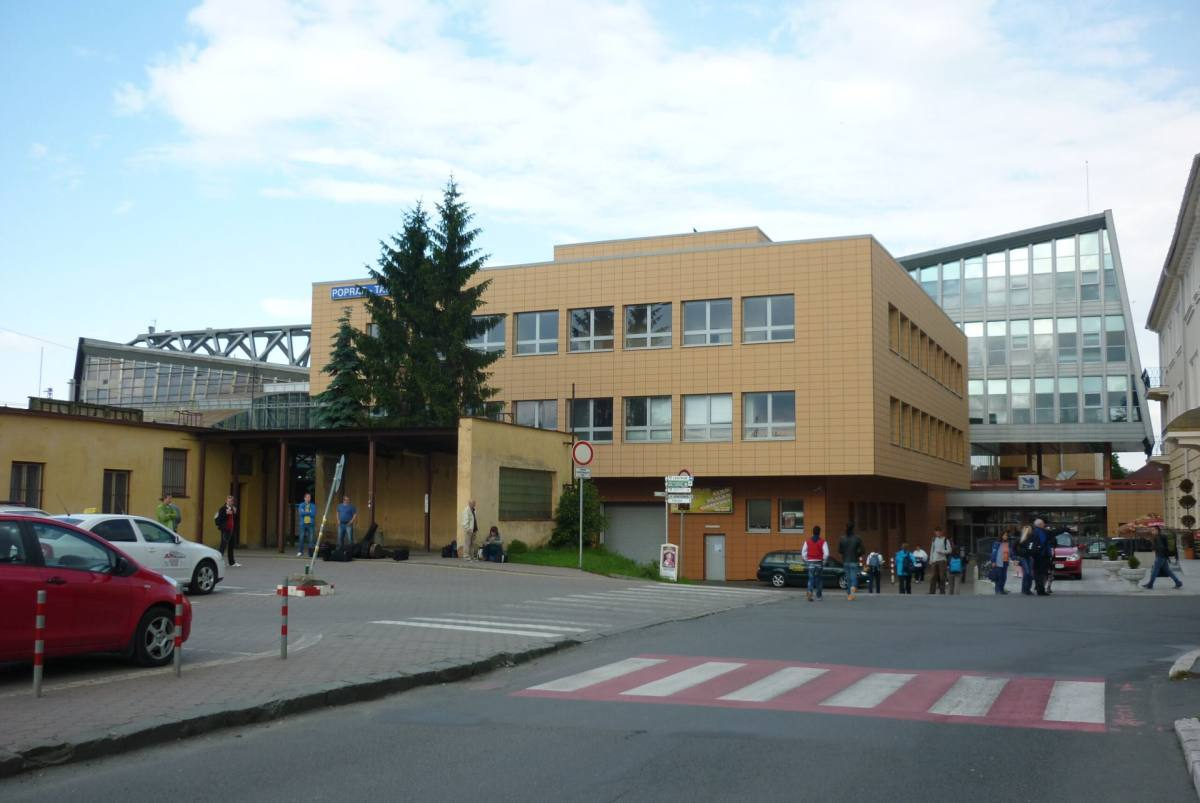
Het station: straatzicht

In mei 2013 ontspoorde op het emplacement een passagierstrein.

### Bouwwerken
De eerste steen voor de constructie van een nieuw ontvangstgebouw werd gelegd op 2 mei 1977. Anno 1982 volgden de indienststelling van het gerealiseerde complex en de sloop van het oude historische gebouw.
Op 18 november 1988 beschadigde een gasexplosie het jonge bouwwerk, met als gevolg dat ook de aanleg van het nieuwe knooppunt van de TEŽ-lijnen (Tram van de Hoge Tatra) vertraging opliep.
De herstelling stagneerde in 1989 als gevolg van politieke veranderingen en de nieuwe TEŽ-overstaphal kon uiteindelijk slechts in 1991 in gebruik genomen worden. Over het oude spoor werd voor de laatste maal gereden op 22 oktober 1991.
Tussen april 2006 en augustus 2007 volgde nogmaals een modernisering.
Onderdeel van deze modernisering was:
- de optimalisatie van de spoorconfiguratie,
- de modernisering van de perrons met een overweg voor voetgangers,
- de verbinding tussen de TEŽ-overstaphal en het ontvangstgebouw.

Er werden twee eilandperrons met een lengte van 400 en 250 meter en één gewoon perron met een lengte van 400 meter gebouwd. De modernisering kostte 858 miljoen Sk. (€ 28,48 miljoen).
Het stationsgebouw met een capaciteit van 2000 reizigers per uur was finalist in de wedstrijd "Gebouw van het Jaar 2008".
De werkzetel der verkeersleiding van het regionale directoraat Košice is hier gevestigd.

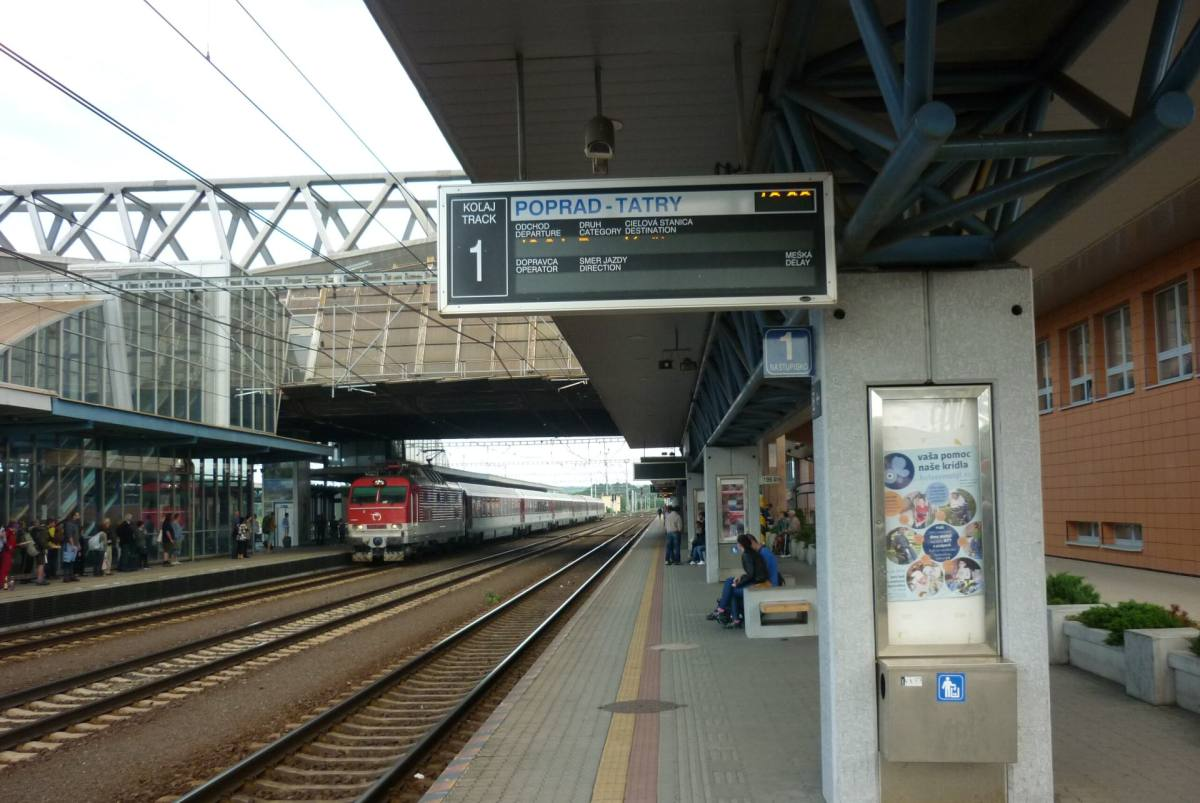
Zicht op de perrons en de sporen

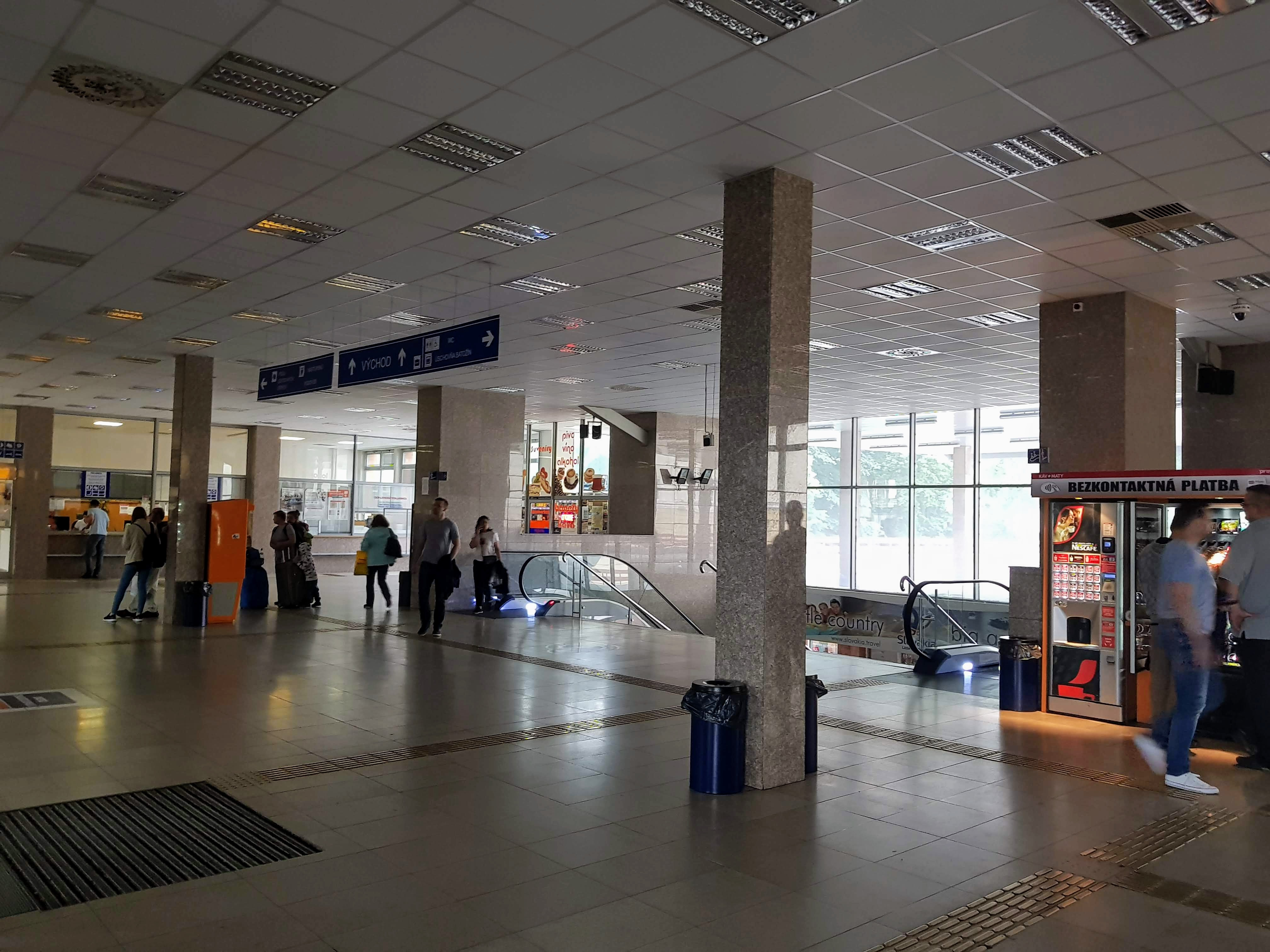
Interieur: lokettenzaal

## Lijnen
- lijn 180 (Žilina – Košice) (101 km verwijderd van Košice)
- lijn 185 (Poprad-Tatry – Plaveč) (± 68 km)
- lijn 183 (Poprad – Štrbské Pleso)

## Vervoersmaatschappijen
Treinen van de volgende vervoersmaatschappijen hebben een stilstand in het station Poprad-Tatry:
- Slowaakse Spoorwegen ŽSSK
- RegioJet: EuroCity-treinen van de relatie Praag - Košice
- LEO Express: EuroCity-treinen van Praag naar Prešov
- ŽSSK & Tjechische spoorwegen ČD:
  - EuroNight-trein (Humenné  - Praag)
  - EuroCity Košičan (Praag - Košice)
  - ComfortJet: treinverkeer Slowakije-Tsjechië.

## Afbeeldingen

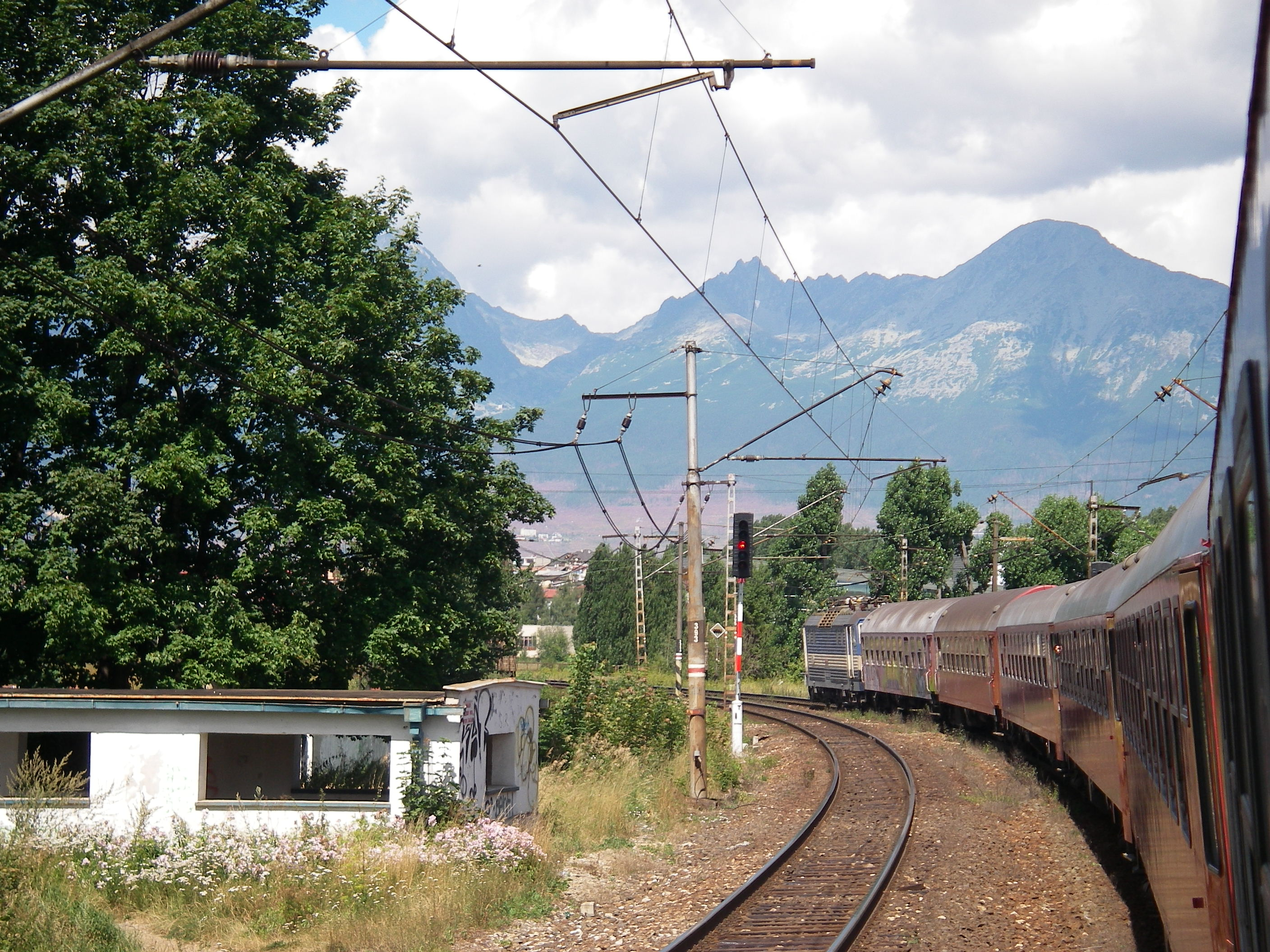
Station Poprad in volle baan
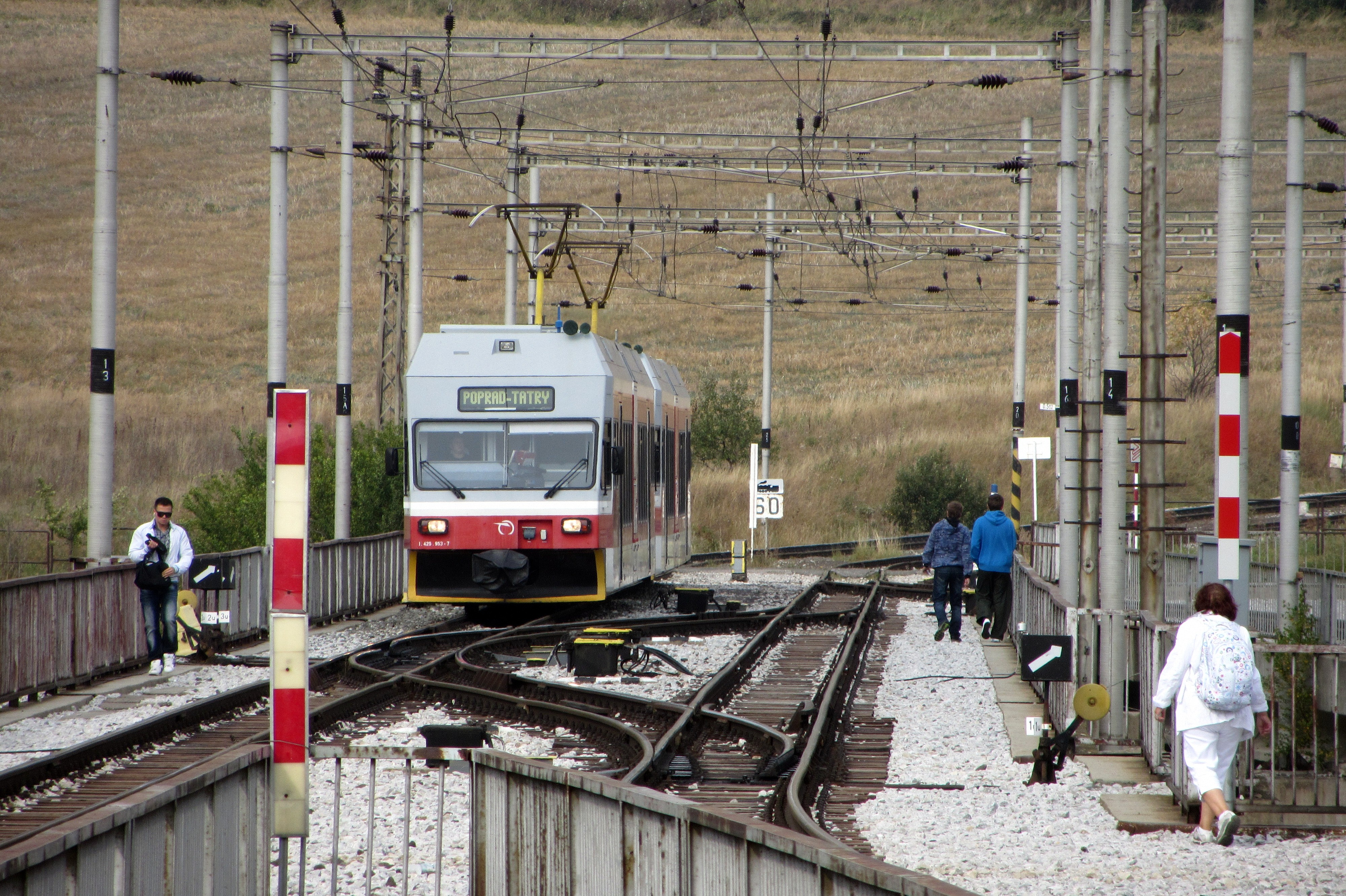
De Tram van de Hoge Tatra nabij het station
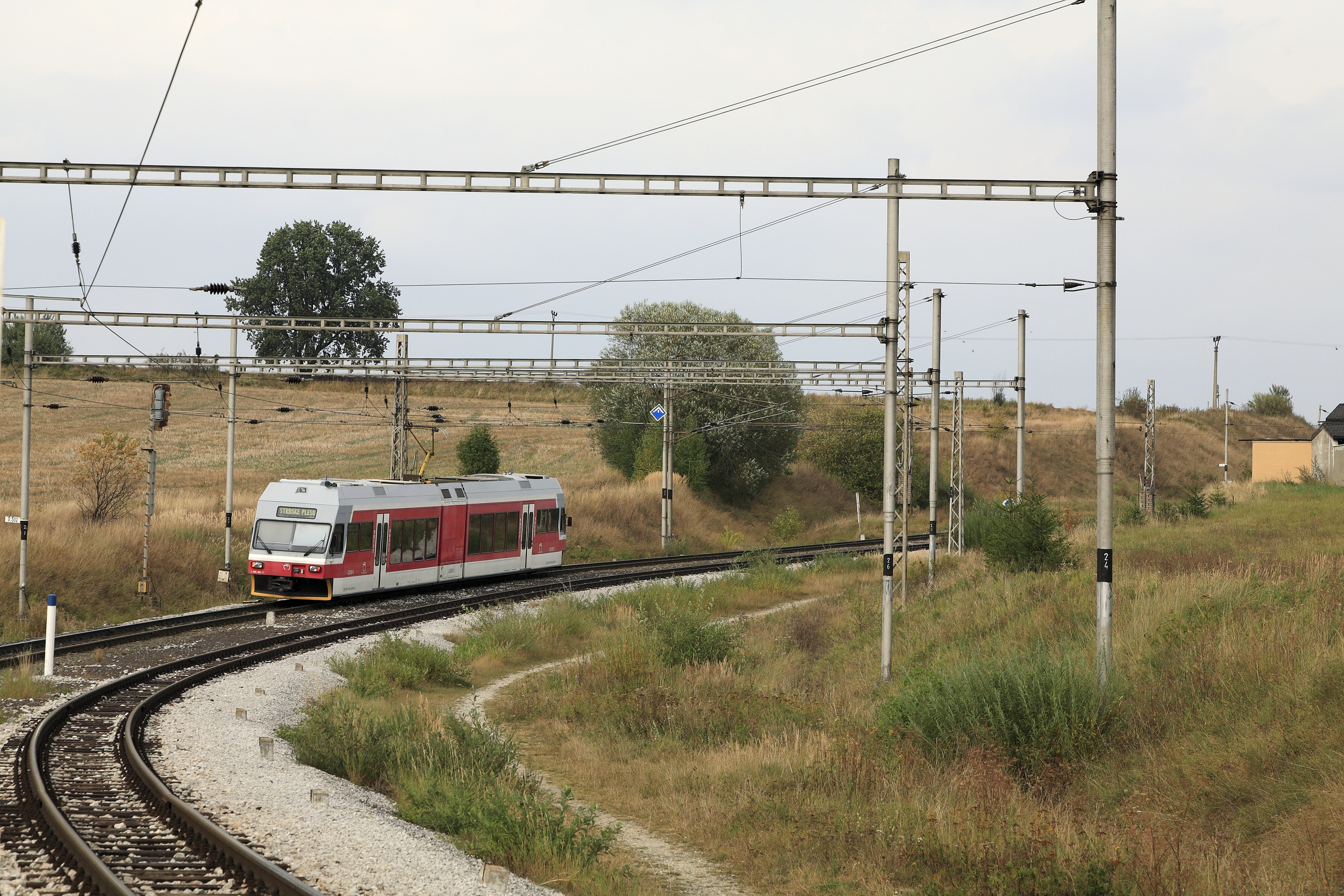
Tram van de Hoge Tatra